# Cyathea xantholepis
Cyathea xantholepis là một loài thực vật có mạch trong họ Cyatheaceae. Loài này được (H. Christ ex Diels) Domin mô tả khoa học đầu tiên năm 1929.